# Cervélo TestTeam/2010

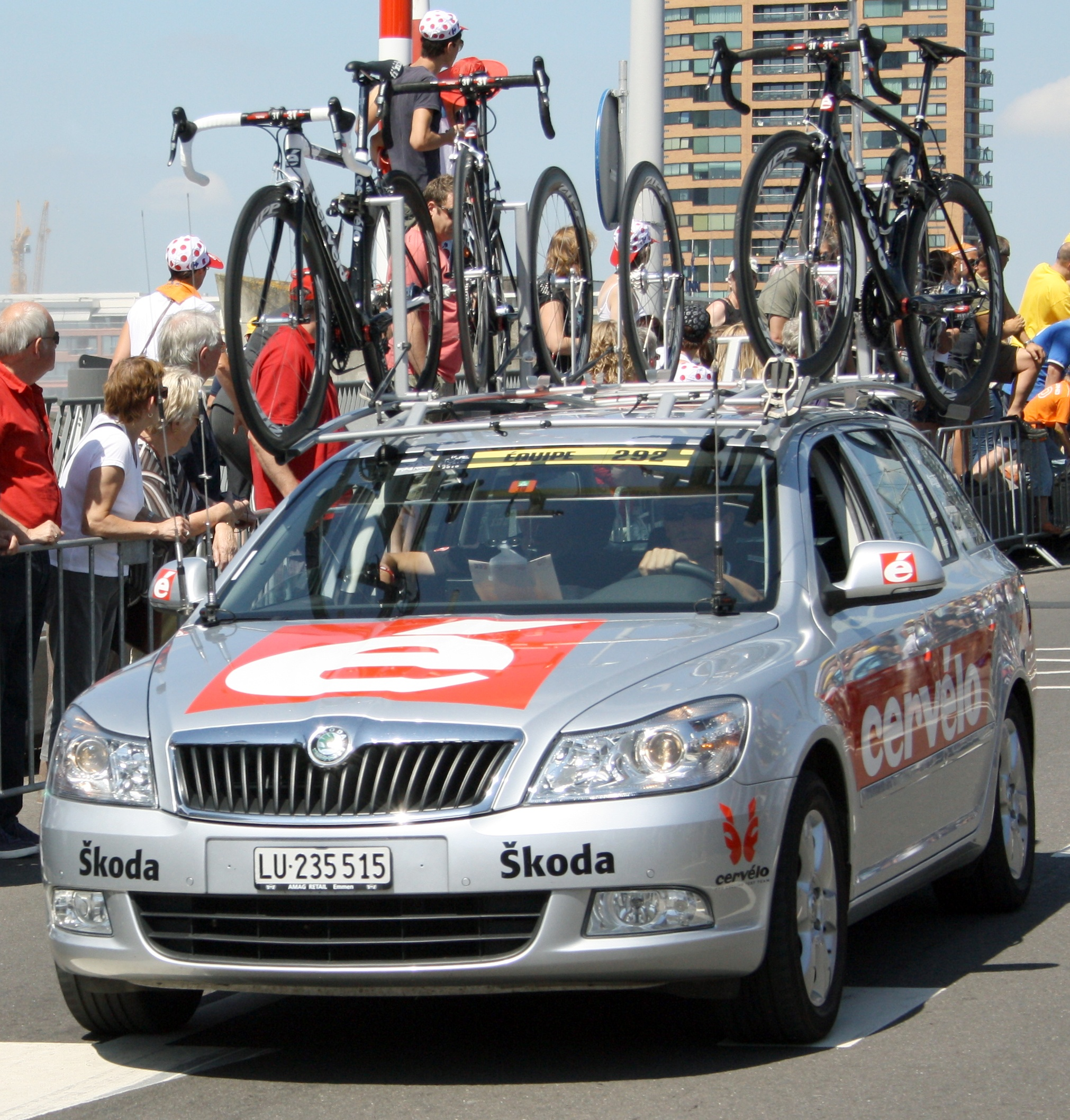
Cervélo TestTeam

Deze pagina geeft een overzicht van de Cervélo-wielerploeg in 2010.

## Algemeen
Sponsor: Cervélo
Algemeen manager: Joop Alberda
Team manager: Theo Maucher
Communicatie manager: Geert Broekhuizen
Ploegleiders: Marcello Albasini, Philippe Mauduit, Jean-Paul van Poppel, Alexandre Sans Vega en Jens Zemke
Fietsmerk: Cervélo

## Renners
| Naam                 | Geboortedatum | Nationaliteit       | Ploeg 2009                |
| -------------------- | ------------- | ------------------- | ------------------------- |
| Davide Appollonio    | 02-06-1989    | Italië              |                           |
| Theo Bos             | 22-08-1983    | Nederland           | Rabobank Continental Team |
| Philip Deignan       | 07-09-1983    | Ierland             |                           |
| Stefan Denifl        | 20-09-1987    | Oostenrijk          | ELK Haus                  |
| Daniel Fleeman       | 03-10-1983    | Verenigd Koninkrijk |                           |
| Xavier Florencio     | 26-12-1979    | Spanje              |                           |
| Heinrich Haussler    | 25-02-1984    | Duitsland           |                           |
| Volodymyr Hoestov    | 15-02-1977    | Oekraïne            |                           |
| Jeremy Hunt          | 12-03-1974    | Verenigd Koninkrijk |                           |
| Thor Hushovd         | 18-01-1978    | Noorwegen           |                           |
| Edward King          | 31-01-1983    | Verenigde Staten    |                           |
| Andreas Klier        | 15-01-1976    | Duitsland           |                           |
| Ignatas Konovalovas  | 08-12-1985    | Litouwen            |                           |
| Brett Lancaster      | 15-11-1979    | Australië           |                           |
| Daniel Lloyd         | 11-08-1980    | Verenigd Koninkrijk |                           |
| Joaquín Novoa Méndez | 25-08-1983    | Spanje              |                           |
| Óscar Pujol Muñoz    | 16-10-1983    | Spanje              |                           |
| Martin Reimer        | 14-06-1987    | Duitsland           |                           |
| Carlos Sastre        | 22-04-1975    | Spanje              |                           |
| Xavier Tondó         | 05-11-1978    | Spanje              | Andalucía-Cajasur         |
| Marcel Wyss          | 25-06-1986    | Zwitserland         |                           |

## Belangrijke overwinningen
| Clásica de Almería Winnaar: Theo Bos Ronde van Murcia 5e etappe: Theo Bos Parijs-Nice 6e etappe: Xavier Tondó Ronde van Catalonië 3e etappe: Xavier Tondó Ronde van Castilië en León 1e etappe: Theo Bos 2e etappe: Theo Bos | Ronde van Californië 2e etappe: Brett Lancaster Ronde van Zwitserland 2e etappe: Heinrich Haussler Nationale kampioenschappen wielrennen NK Litouwen, tijdrijden: Ignatas Konovalovas NK Noorwegen, wegwedstrijd: Thor Hushovd Ronde van Frankrijk 3e etappe: Thor Hushovd Ronde van de Limousin 4e etappe : Davide Appollonio | Ronde van Spanje 6e etappe: Thor Hushovd WK wielrennen Wegwedstrijd: Thor Hushovd |